# La Storia (serie televisiva)
La Storia è una miniserie televisiva diretta da Francesca Archibugi e trasmessa in prima visione su Rai 1 dall'8 al 23 gennaio 2024. È tratta dall'omonimo romanzo della scrittrice Elsa Morante.

## Trama
1938. Ida Ramundo è una maestra elementare ebrea che sta crescendo da sola il figlio Nino di sedici anni.
1940. Ida, mentre sta rientrando a casa, viene seguita da un soldato tedesco ubriaco che, con il pretesto di aiutarla con i sacchetti della spesa, entra in casa sua e la violenta. Ida scopre di essere rimasta incinta e in totale segretezza darà alla luce un bambino che si troverà a dover crescere tra le mille difficoltà che comporta il periodo.

## Episodi
| nº | Titolo     | Pubblicazione  | Prima TV        |
| -- | ---------- | -------------- | --------------- |
| 1  | Episodio 1 | 6 gennaio 2024 | 8 gennaio 2024  |
| 2  | Episodio 2 | 8 gennaio 2024 | 8 gennaio 2024  |
| 3  | Episodio 3 | 8 gennaio 2024 | 15 gennaio 2024 |
| 4  | Episodio 4 | 8 gennaio 2024 | 15 gennaio 2024 |
| 5  | Episodio 5 | 8 gennaio 2024 | 22 gennaio 2024 |
| 6  | Episodio 6 | 8 gennaio 2024 | 22 gennaio 2024 |
| 7  | Episodio 7 | 8 gennaio 2024 | 23 gennaio 2024 |
| 8  | Episodio 8 | 8 gennaio 2024 | 23 gennaio 2024 |

## Produzione
La serie è diretta da Francesca Archibugi, scritta da Giulia Calenda, Ilaria Macchia, Francesco Piccolo e Francesca Archibugi e prodotta da Picomedia, Rai Fiction, Thalie Images e Betafilm.
Le riprese hanno avuto luogo per ventidue settimane nel 2022, principalmente a Roma e Tivoli, e per una settimana a Napoli e Anagni.

## Colonna sonora

### La Storia (TV Series Soundtrack)
L'8 gennaio 2024 venne pubblicata la colonna sonora della serie televisiva composta da Battista Lena.
Edizioni musicali Cam Sugar.
1. La Storia Main Theme
2. IDa And Nino
3. The Prophecy Of Wilma
4. Liberation
5. Useppe With Blitz
6. Running Away
7. Brothers
8. The Torment Of Davide Segre
9. The Birth
10. Countyard Life
11. Nora's Letter
12. Ida And Useppe Go To The Kindergarten
13. Ida, Annita And Santina
14. Meeting Remo
15. Night At The Shed
16. Waking Up In The Shed
17. The Morgue
18. Ida's Dream
19. The Rape
20. Where's The Rabbit

## Promozione
Il primo trailer è stato pubblicato tramite il sito Variety il 18 aprile 2023, mentre i primi due episodi sono strati proiettati in anteprima mondiale al Festival del Cinema di Roma il 20 ottobre.

## Riconoscimenti
- 2024 –Nastro d'argento Serie dell'anno 2024

## Accoglienza

### Critica
(Pierluigi Battista, HuffPost, 23 ottobre 2023)
(Mattia Carzaniga, Rolling Stone Italia, 9 gennaio 2024)
(Aldo Grasso, Corriere della Sera, 9 gennaio 2024)
(Tonino De Pace, Duels, 27 febbraio 2024)
(Piero Dorfles)